# Hoplopleura hesperomydis
Hoplopleura hesperomydis är en insektsart som först beskrevs av Henry Fairfield Osborn 1891.  Hoplopleura hesperomydis ingår i släktet Hoplopleura och familjen gnagarlöss. Inga underarter finns listade i Catalogue of Life.